# Koei Tecmo
Koei Tecmo Holdings Co., Ltd. (コーエーテクモホールディングス, Kabushiki-Gaisha Kōē Tekumo Hōrudingusu) é uma publicadora e desenvolvedora japonesa de jogos eletrônicos formada em 2009 quando as companhias Koei e Tecmo se fundiram.
Koei Europe mudou seu nome para Tecmo Koei Europe, Ltd  e agora lança seu produtos sob esse nome. Em janeiro de 2010, Tecmo, Inc. e Koei Corporation foram incorporadas a Koei Tecmo America Corporation. A Tecmo foi declarada dissolvida no Japão em 1 de abril de 2010. Koei Canada Inc., desde então, mudou seu nome para Tecmo Koei Canada Inc.
A Koei Tecmo criou uma divisão no Vietnã chamada Koei Tecmo Vietnam, incluindo a criação de divisões em Singapura, Coreia do Sul e Taiwan.
A empresa perdeu Kenji Matsubara, o ex-presidente e Diretor executivo da Tecmo Koei Holdings e da Tecmo Koei Games, que se demitiu em Novembro de 2010. Yoichi Erikawa, Co-fundador da Koei, assumiu as quatro posições desocupadas por Kenji Matsubara.

## História

### Tecmo
A companhia foi fundada em 31 de julho de 1967 como fornecedora de equipamento de limpeza. Dois anos mais tarde, em 1969, ela começou a vender equipamento de diversão.
Em Março de 1981, uma divisão norte-americana inaugurou a U.S Tehkan Inc. Um mês depois, em Abril de 1981, a Tehkan lançou no Japão o seu primeiro título para o Arcade, Pleiads (que foi distribuído na América como Centuri). Quando ela ainda se chamava Tehkan, a companhia também lançou jogos clássicos como Bomb Jack e Tehkan World Cup. Em 8 de janeiro de 1986, a Tehkan passou a se chamar oficialmente Tecmo.
Em 29 de agosto de 2008 a Square Enix fez planos para uma aquisição amistosa da Tecmo comprando ações e 30 por cento com uma oferta total de 22.3 bilhões de ienes. No dia 4 de setembro de 2008 a Tecmo oficialmente recusou a proposta de aquisição. A Tecmo esteve desde então em conversações com a Koei sobre uma fusão possível entre as duas companhias. Elas aceitaram em Novembro de 2008 se fundir em primeiro de abril de 2009 para formar a Koei Tecmo Holdings. No dia 26 de janeiro de 2009 as duas companhias aprovaram a fusão, a companhia de propriedade formada em primeiro de abril de 2009 como planejado.

### Koei
A Koei foi estabelecida em julho de 1978 por Yoichi Erikawa e Keiko Erikawa. Erikawa era estudante da Universidade Keio quando o negócio de corantes rurais de sua família faliu ele decidiu perseguir o seu interesse em programação. A companhia desde então está localizada na cidade de Hiyoshi, Yokohama junto com a mãe de alma de Erikawa, e o nome da companhia é simplesmente um eufemismo da escola.
Kou Shibusawa e Eiji Fukuzawa, cujos nomes são supostos em terem composto o nome da companhia, realmente não existem e são nomes usados pela companhia para evitar dar o crédito a contribuidores individuais, efetivamente atuando como alterar-ego de Erikawa.
A companhia inicialmente concentrou-se na venda de computadores pessoais e comércio de softwares feito sob medida. Em 1983 ela lançou Nobunaga's Ambition, um jogo de estratégia histórico durante o sengoku da história japonesa. O jogo continuou recebendo prêmios numerosos, e a Koei produziu vários jogos usando como fundo a história mundial, inclusive Romance of The Three Kingdoms, estabelecidas durante o período dos Três Reinos da história chinesa, e Uncharted Waters.
Em 1988, a Koei estabeleceu uma subsidiária Norte-americana, a Koei Corporation, na Califórnia. Esta subsidiária localizava jogos da Koei para exportação a todos os territórios fora do Japão, bem como produção de jogos originais e conceitos com a liderança do desenhista Stieg Hedlund, como  Liberty or Death , Celtic Tales: Balor of the Evil Eye, Gemfire e Saiyuki: Journey West. Depois da partida de Hedlund, esta subsidiária cessou o desenvolvimento de jogos em 1995, enfocando em vez disso na localização, vendas e marketing.
Uma subsidiária canadense, Koei Canada Inc. foi estabelecida em meados de 2001, e uma subsidiária européia, Koei Limited foi estabelecida em meados de 2003 em Hertfordshire, Reino Unido. Koei também mantém subsidiárias na China, Coreia do Sul, Taiwan e Lituânia. Recentemente criou uma marca singapurense para desenvolvimento de jogos como Sangokushi Online.
A divisão da Party Ruby da Koei especializa-se em jogos etiquetados como Neoromance: GxB datação de simuladores de jogos, geralmente com buscas extras. Fora de três séries Neoromance, o melhor conhecido é Angelique , que estava em produção desde 1994. Harukanaru Toki no Naka De é o mais novo hit de Neoromance, com muitas continuações e uma série de televisão em anime baseada nele. O jogo mais novo na série, Kiniro no Corda, está ganhando popularidade parcialmente porque a série  de mangá na que foi baseado, foi recentemente autorizado por Viz para publicação na língua inglesa. Ele ganhando mais popularidade então, e uma série de televisão em anime baseada nele que entrou no ar em outubro de 2006.[carece de fontes?] Uma continuação também foi lançada para o Playstation 2  da Sony em março de 2007.

## Empresas afiliadas

### Team Ninja
Team Ninja foi fundada em 1995 como um estúdio de desenvolvimento para videogames. Embora não seja uma das empresas de desenvolvimentos mais antigas no mercado (cujo primeiro jogo foi Dead or Alive), a Team Ninja é mais uma das equipes mais especializadas no assunto (assim como Sonic Team ou Team Silent, que criam produtos para séries determinadas - a Sonic Team e a Team Silent criam jogos para as séries Sonic The Hedgehog e Silent Hill, respectivamente). Suas séries principais são Dead or Alive e Ninja Gaiden. A Team Ninja é responsável pela maioria de sucessos da Tecmo.
A Team Ninja adotou recentemente um hábito de liberar os seus jogos para diversos sistemas, notável a partir de sua série Dead or Alive, o que proporciona uma boa exposição para os novos consoles. Os seus jogos são conhecidos frequentemente pela alta qualidade de gráficos. Apesar de ultimamente a Team Ninja ter criado jogos apenas para o console da Microsoft, o Xbox, ela anunciou recentemente que também estão desenvolvendo jogos para o PlayStation 3 e Nintendo DS.

### Omega Force
Omega Force (ω-Force) é uma desenvolvedora de jogos que trabalha para Koei que é muito famosa pela sua série Dynasty Warriors.

### Team Tachyon
Team Tachyon é uma desenvolvedora japonesa de jogos eletrônicos fundada em 2007. Semelhante a Team Ninja, o grupo foi formado para desenvolver jogos de alto nível, alguns dos quais dizem respeito a franquias clássicas da Tecmo Koei. A companhia alega que escolheu o nome, "Team Tachyon", por causa da táquion (do inglês tachyon), uma partícula que consegue ultrapassar a velocidade da luz. Os mebros chaves da desenvolvedora são os produtores Keisuke Kikuchi (Rygar, Fatal Frame) e Kohei Shibata.
A Team Tachyon, em 2008, ajudou no desenvolvimento do jogo Rygar: The Battle of Argus para Wii, lançou Undead Knights para o PlayStation Portable, e Quantum Theory para o PlayStation 3 e o Xbox 360, em 2010.